# Ko Saket
Ko Saket (Thai: เกาะสะเก็ด) ist eine kleine Insel im Golf von Thailand in der Provinz (Changwat) Rayong.
Die Insel ist über den Hat Sai Thong (Thai: หาดทรายทอง), den Goldstrand nahe Ban Phe (Thai: บ้านเพ), zu erreichen, der etwa 5 km außerhalb der Stadt Rayong liegt. Von dort sind es etwa 15 Bootsminuten bis zur Insel, die einen guten Überblick über den Tiefwasserhafen Map Ta Phut bietet. Die Insel hat Strände und Korallenriffe, doch sind nur wenige Übernachtungsmöglichkeiten gegeben.